# Ognjen Gašević
Ognjen Gašević, in montenegrino Огњен Гашевић (2 aprile 2002), è un calciatore montenegrino, difensore del Budućnost e della nazionale montenegrina.

## Carriera

### Club
Cresciuto nel settore giovanile dell'OFK Titograd, ha debuttato in prima squadra il 14 aprile 2018 nell'incontro della prima divisione montenegrina vinto 4-1 contro il Dečić. Nell'estate del 2021 ha cambiato squadra firmando con il Rudar Pljevlja dove ha trascorso due stagioni da titolare a centrocampo.
Il 9 giugno 2023 è stato acquistato a titolo definitivo dal Budućnost, sempre nella prima divisione montenegrina.

### Nazionale
Ha giocato con le nazionali giovanili monenegrine Under-17, Under-19 ed Under-21.
Ha debuttato con la nazionale maggiore il 22 marzo 2025 nell'incontro di Nations League vinto 3-1 contro la Turchia.

## Statistiche

### Presenze e reti nei club
Statistiche aggiornate al 10 giugno 2025
| Stagione              | Squadra               | Campionato            | Campionato | Campionato | Coppe nazionali | Coppe nazionali | Coppe nazionali | Coppe continentali | Coppe continentali | Coppe continentali | Altre coppe | Altre coppe | Altre coppe | Totale | Totale | Totale |
| Stagione              | Squadra               | Comp                  | Pres       | Reti       | Comp            | Pres            | Reti            | Comp               | Pres               | Reti               | Comp        | Pres        | Reti        | Pres   | Reti   |        |
| --------------------- | --------------------- | --------------------- | ---------- | ---------- | --------------- | --------------- | --------------- | ------------------ | ------------------ | ------------------ | ----------- | ----------- | ----------- | ------ | ------ | ------ |
| 2017-2018             | OFK Titograd          | 1L                    | 1          | 0          | CM              | 2               | 0               | -                  | -                  | -                  | -           | -           | -           | 3      | 0      |        |
| 2018-2019             | OFK Titograd          | 1L                    | 10         | 1          | CM              | 0               | 0               | UEL                | 1                  | 0                  | -           | -           | -           | 11     | 1      |        |
| 2019-2020             | OFK Titograd          | 1L                    | 16         | 1          | CM              | 2               | 0               | UEL                | 2                  | 0                  | -           | -           | -           | 20     | 1      |        |
| 2020-2021             | OFK Titograd          | 1L                    | 16         | 0          | CM              | 1               | 0               | -                  | -                  | -                  | -           | -           | -           | 17     | 0      |        |
| Totale OFK Titograd   | Totale OFK Titograd   | Totale OFK Titograd   | 43         | 2          |                 | 5               | 0               |                    | 3                  | 0                  |             | -           | -           | 51     | 2      |        |
| 2021-2022             | Rudar Pljevlja        | 1L                    | 34         | 2          | CM              | 2               | 0               | -                  | -                  | -                  | -           | -           | -           | 36     | 2      |        |
| 2022-2023             | Rudar Pljevlja        | 1L                    | 35         | 2          | CM              | 1               | 0               | -                  | -                  | -                  | -           | -           | -           | 36     | 2      |        |
| Totale Rudar Pljevlja | Totale Rudar Pljevlja | Totale Rudar Pljevlja | 69         | 4          |                 | 3               | 0               |                    | -                  | -                  |             | -           | -           | 72     | 4      |        |
| 2023-2024             | Budućnost             | 1L                    | 32         | 0          | CM              | 4               | 0               | UCL+UECL           | 2+2                | 0                  | -           | -           | -           | 40     | 0      |        |
| 2024-2025             | Budućnost             | 1L                    | 29         | 3          | CM              | 1               | 0               | UECL               | 4                  | 0                  | -           | -           | -           | 34     | 3      |        |
| Totale carriera       | Totale carriera       | Totale carriera       | 173        | 9          |                 | 13              | 0               |                    | 11                 | 0                  |             | -           | -           | 197    | 0      |        |

### Cronologia presenze e reti in nazionale
| Cronologia completa delle presenze e delle reti in nazionale ― Montenegro | Cronologia completa delle presenze e delle reti in nazionale ― Montenegro | Cronologia completa delle presenze e delle reti in nazionale ― Montenegro | Cronologia completa delle presenze e delle reti in nazionale ― Montenegro | Cronologia completa delle presenze e delle reti in nazionale ― Montenegro | Cronologia completa delle presenze e delle reti in nazionale ― Montenegro | Cronologia completa delle presenze e delle reti in nazionale ― Montenegro | Cronologia completa delle presenze e delle reti in nazionale ― Montenegro |
| Data                                                                      | Città                                                                     | In casa                                                                   | Risultato                                                                 | Ospiti                                                                    | Competizione                                                              | Reti                                                                      | Note                                                                      |
| ------------------------------------------------------------------------- | ------------------------------------------------------------------------- | ------------------------------------------------------------------------- | ------------------------------------------------------------------------- | ------------------------------------------------------------------------- | ------------------------------------------------------------------------- | ------------------------------------------------------------------------- | ------------------------------------------------------------------------- |
| 19-11-2024                                                                | Nikšić                                                                    | Montenegro                                                                | 3 – 1                                                                     | Turchia                                                                   | UEFA Nations League 2024-2025 - 1° turno                                  | -                                                                         | 86’                                                                       |
| 22-3-2025                                                                 | Nikšić                                                                    | Montenegro                                                                | 3 – 1                                                                     | Gibilterra                                                                | Qual. Mondiali 2026                                                       | -                                                                         | 75’                                                                       |
| Totale                                                                    |                                                                           | Presenze                                                                  | 2                                                                         |                                                                           | Reti                                                                      | 0                                                                         |                                                                           |

## Palmarès

### Club

#### Competizioni nazionali
- Coppa del Montenegro: 1

OFK Titograd: 2017-2018
- Campionato montenegrino: 1

Budućnost: 2024-2025